# Jevgenij Barbakov
Jevgenij Barbakov, född den 10 juni 1954 i Rostov-na-Donu i Ryssland, är en sovjetisk roddare.
Han tog OS-silver i scullerfyra i samband med de olympiska roddtävlingarna 1980 i Moskva.